# Lockheed JetStar
O Lockheed JetStar é um jato quadrimotor civil e militar produzido a partir do início dos anos 1960 aos anos 1970. O JetStar foi o primeiro jato executivo dedicado para entrar em serviço. Ele também foi um dos maiores avioẽs na classe durante muitos anos, com capacidade de 12 pessoas, incluindo piloto e copiloto, algumas vezes possuía também uma comissária de bordo.
É distinguível de outros jatos pequenos por seus quatro motores, montados na parte traseira da fuselagem em um layout semelhante ao Vickers VC-10 e o Ilyushin Il-62. Seus tanques de combustíveis, estilo "chinelo" era fixado em suas asas laterais.
O JetStar foi aposentado da Força Aérea Americana em 1990, mas continua sendo utilizado por outros. Um JetStar apelidado "Hound Dog II", foi um dos 2 aviões do famoso cantor Elvis Presley, durante seus últimos anos de vida. Ele possuía também um Convair 880, apelidado "Lisa Marie", em homenagem a sua filha, Lisa Marie. Ambos aviões estão em exposição em Graceland.
Atualmente se encontra ativo na IRIAF.